# Cyrtandra lorentzii
Cyrtandra lorentzii är en tvåhjärtbladig växtart som beskrevs av Carl Karl Adolf Georg Lauterbach. Cyrtandra lorentzii ingår i släktet Cyrtandra och familjen Gesneriaceae. Inga underarter finns listade i Catalogue of Life.